# 749
| [ Edytuj tabelę ]          |                                    |
| Król Asturii               | - 739 Alfons I 757                 |
| Cesarz Bizancjum           | - 741 Konstantyn V Kopronim 775    |
| Chan Bułgarii              | - 738 Sewar 753                    |
| Cesarz Chin                | - 712 Tang Xuanzong 756            |
| Król Essexu                | - 746 Swithred 758                 |
| Król Franków               | - 742 Childeryk III 751            |
| Cesarz Japonii             | - 724 Shōmu 749 - 749 Kōken 758    |
| Kalif                      | - 744 Marwan II 750                |
| Patriarcha Konstantynopola | - 730 Anastazy 754                 |
| Król Longobardów           | - 744 Rachis 749 - 749 Aistulf 756 |
| Król Mercji                | - 716 Aethelbald 757               |
| Król Nortumbrii            | - 737 Eadbert 758                  |
| Papież                     | - 741 Zachariasz 752               |
| Doża Wenecji               | - 742 Teodato Ipato 755            |
| Król Wessexu               | - 740 Cuthred 756                  |

Rok 749 / DCCXLIX
stulecia: VII wiek ~
VIII wiek ~
IX wiek

lata: 739 «
744 «
745 «
746 «
747 «
748 «
749
» 750
» 751
» 752
» 753
» 754
» 759

## Wydarzenia
- 8 listopada – Al-Abbas został wybrany nowym kalifem po obaleniu Umajjadów, zapoczątkował on dynastię Abbasydów.
- Trzęsienie ziemi w Palestynie.

## Urodzili się
- Baizhang Niepan – chiński mistrz chan ze szkoły hongzhou, (zm. 819).